# Abdulmajidia
Abdulmajidia é um género botânico pertencente à família Lecythidaceae.
Suas espécies são nativas da Península da Malásia e Sudeste Asiático.

## Espécies
- Abdulmajidia chaniana Whitmore, 1974
- Abdulmajidia maxwelliana Whitmore, 1974

Três novas espécies foram descrita em 2006:
- Abdulmajidia latiffiana El-Sherif, 2006
- Abdulmajidia rimata (Chantar.) El-Sherif & Latiff, 2006
- Abdulmajidia zainudiniana El-Sherif & Latiff, 2006